# 石川県道113号穴水港穴水停車場線
石川県道113号穴水港穴水停車場線（いしかわけんどう113ごう あなみずこうあなみずていしゃじょうせん）は石川県鳳珠郡穴水町内を通る一般県道（石川県道）である。

## 概要
- 起点：石川県鳳珠郡穴水町字大町57番地先
- 終点：石川県鳳珠郡穴水町字大町ハ27番1地先（＝のと鉄道七尾線穴水駅前）

## 地理

### 交差する道路
- 石川県道1号七尾輪島線
- 石川県道262号大町穴水停車場線（終点、穴水駅前）

### 周辺施設
- 穴水町立穴水小学校
- 穴水町立真名井幼稚園
- 道の駅あなみず